# Vårviks distrikt
Vårviks distrikt är ett distrikt i Bengtsfors kommun och Västra Götalands län. 
Distriktet ligger norr om Bengtsfors. 

## Tidigare administrativ tillhörighet
Distriktet inrättades 2016 och utgörs av socknen Vårvik i Bengtsfors kommun
Området motsvarar den omfattning Vårviks församling hade vid årsskiftet 1999/2000.